# Hermanas de la Sagrada Familia de Nueva Orleans
La Congregación de Hermanas de la Sagrada Familia de Nueva Orleans (oficialmente en latín: Congregatio Sororum Sacræ Familiæ Novae Aureliae) es un instituto religioso católico femenino, de vida apostólica y de derecho pontificio, fundado en 1842 por la religiosa estadounidense Henriette DeLille en Nueva Orleans (Estados Unidos). A las religiosas de este instituto se les conoce como Hermanas de la Sagrada Familia y posponen a sus nombres las siglas S.S.F.

## Historia

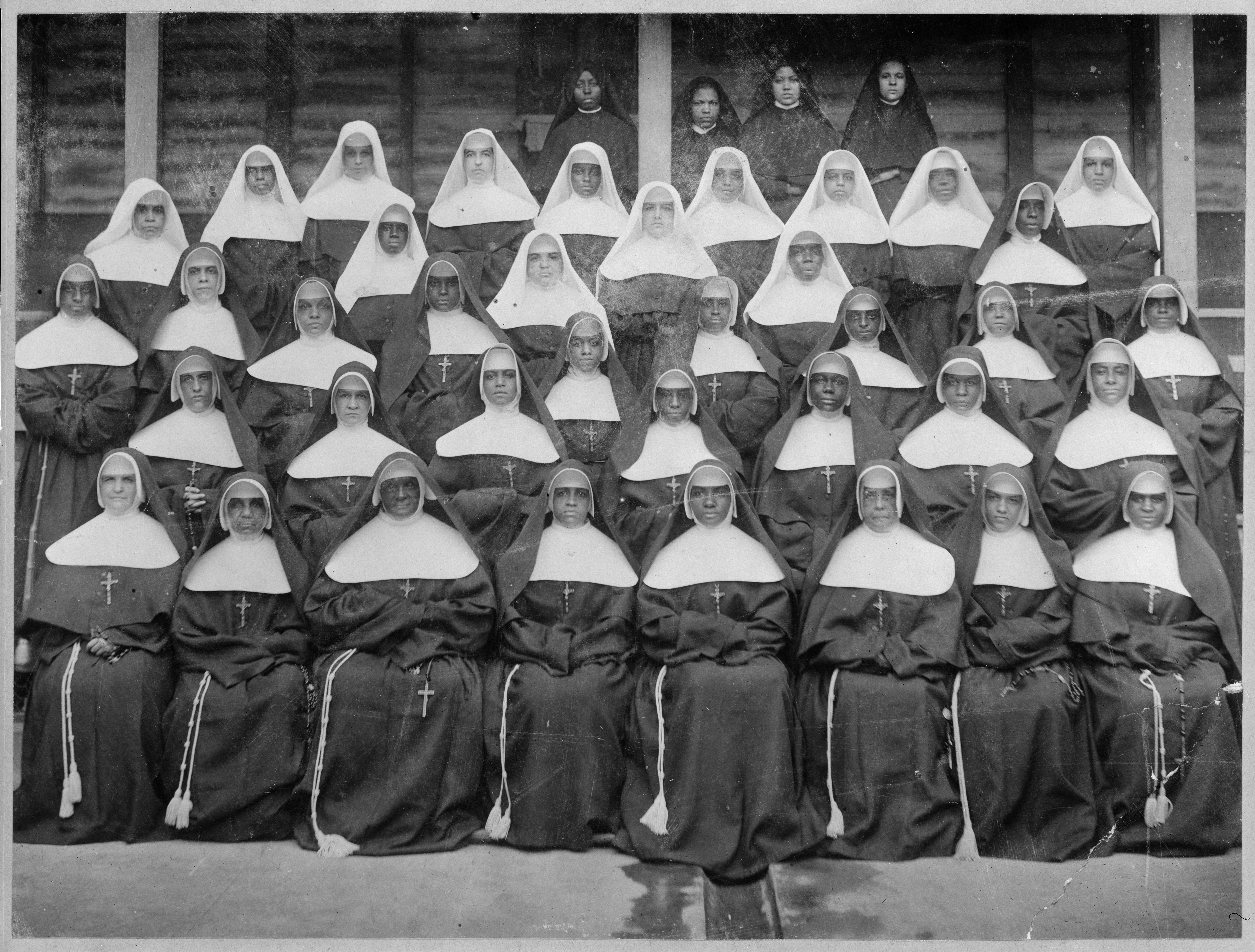
Grupo de hermanas de la Sagrada Familia de Nueva Orleans de 1899.

La congregación tienen su origen en la obra de la religiosa ursulina Jeanne Aliquot, quien, al haber sido salvada por un esclavo negro de ahogarse, decidió consagrarse a la educación de los hijos de los afrodescendientes americanos. El proyecto no fue aceptado por la congregación, por lo que decidió abrir su propia escuela. Entre sus principales colaboradoras se encontraban Juliette Gaudin y Henriette DeLille. Pronto del grupo, tomará el liderazgo DeLille, quien decidió convertir el instituto en una congregación religiosa dedicada a dicho apostolado.
El instituto inició formalmente con la aprobación como congregación religiosa de derecho diocesano por el obispo de Nueva Orleans, Napoleon Joseph Perché, el 21 de noviembre de 1842 y elevada a la categoría de congregación pontificia por el papa Pío XII, mediante decretum laudis del 9 de diciembre de 1952.

## Organización
La Congregación de Hermanas de la Sagrada Familia de Nueva Orleans es un instituto religioso de derecho pontificio y centralizado, cuyo gobierno es ejercido por una superiora general. La sede central se encuentra en Nueva Orleans (Estados Unidos).
Las hermanas de la Sagrada Familia se dedican al apostolado entre los afrodescendientes, viven según la Regla de san Agustín y visten un hábito compuesto por túnica y velo negros. En 2017, el instituto contaba con 89 religiosas y 13 comunidades, presentes en Estados Unidos.